# Loutra (Citnos)
Loutra es un pueblo litoral típico de Citnos, en las Cícladas occidentales. El pueblo está situado en la parte noreste de la isla, a 5 km de Hora (Citnos) y a 11 km de Merihas. Según el censo de 2011 la población había incrementado a 81 residentes permanentes dedicados al turismo y la pesca.

## Etimología
El pueblo de Loutra (los baños) debe su nombre a los baños termales de las termas, que ya eran conocidos en la época romana.

## Información general
Cerca de Loutra se encuentra el sitio arqueológico de Maroula, que contiene vestigios del período mesolítico. La zona de Loutra ha estado habitada desde la antigüedad debido a la presencia de agua potable y de un puerto natural. Desde esa época, Loutra es conocida por sus aguas termales.
Aunque los baños se utilizaban en la antigüedad, las primeras instalaciones para el uso de las aguas termales (de Agioi-Anargyroi y Kakavos) se construyeron en 1782 durante la ocupación otomana por Nikolaos Mavrogenis, intérprete de la flota otomana. Fue en esa época cuando se descubrieron las propiedades terapéuticas de los baños y, por recomendación de la facultad de medicina, se inició la construcción del complejo termal, que, según los locales, se utilizaba hasta entonces sólo para pisar y lavar mantas y alfombras.
La casa balneario original se terminó en 1857 según los planos del arquitecto Hans Christian Hansen y su ayudante Laurent, que se encargó de su construcción. Unos años más tarde, se construyó el edificio neoclásico adyacente con techo de tejas, según los diseños de Ernst Ziller. El mineral de la montaña de Kakavo se cargaba en el puerto de Loutra.
Loutra recibió electricidad por primera vez en 1932 gracias a una donación de la familia Kanellopoulos. En mayo de 1941, durante la ocupación de Grecia por el Eje, las tropas italianas desembarcaron en Loutra. Loutra comenzó a evolucionar en la década de 1980. El pueblo cuenta ahora con un puerto deportivo y una cabaña para los pescadores.

## Elementos del agua
Las rocas de esta zona son generalmente permeables. Se utilizan fosas sépticas permeables, lo que provoca la contaminación de la capa freática. Las perforaciones en Loutra han demostrado que el agua es potable dentro de unos límites aceptables, a diferencia de la mayoría de las demás zonas de Kythnos, donde no es así.

## Galería

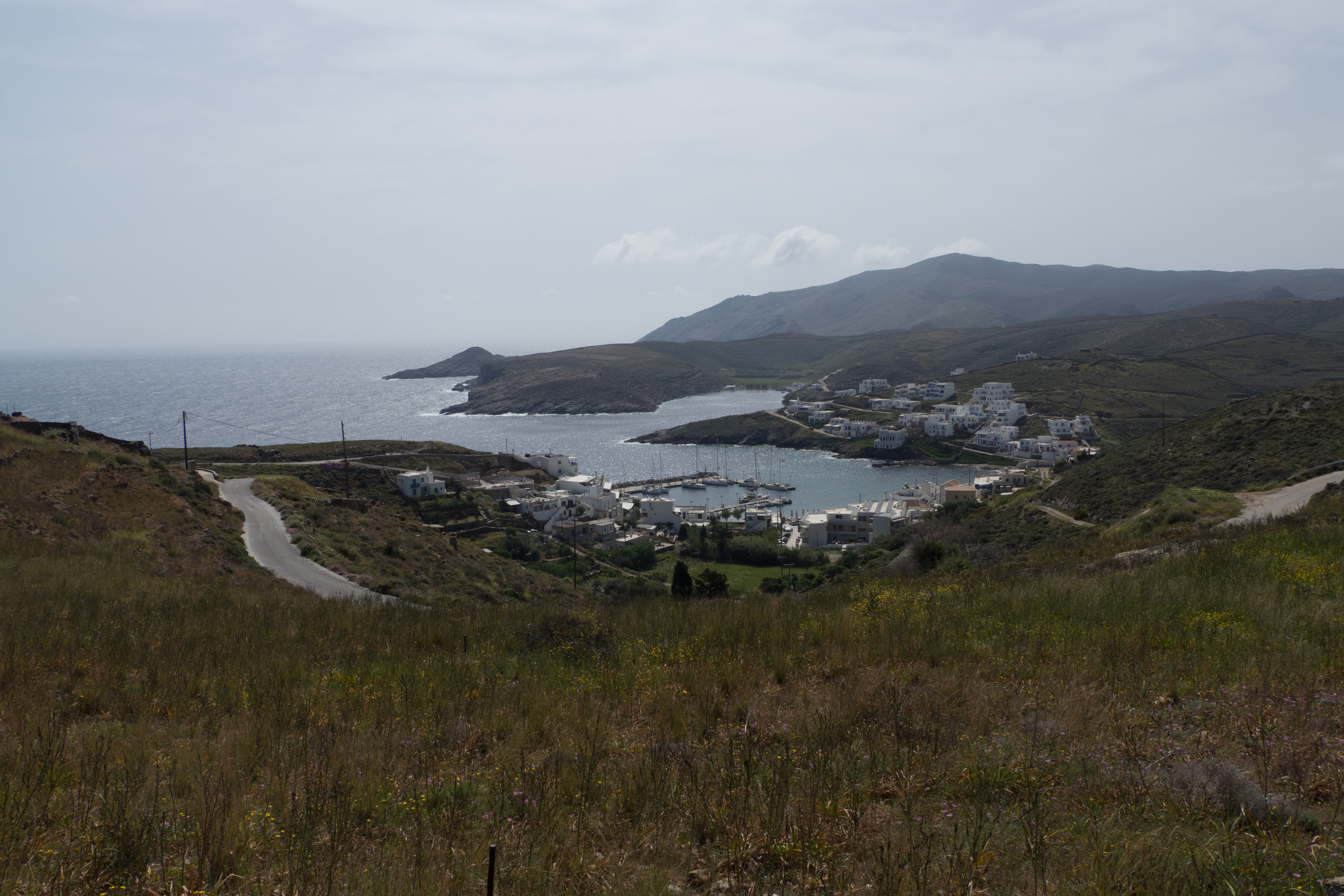
Bahía de Loutra
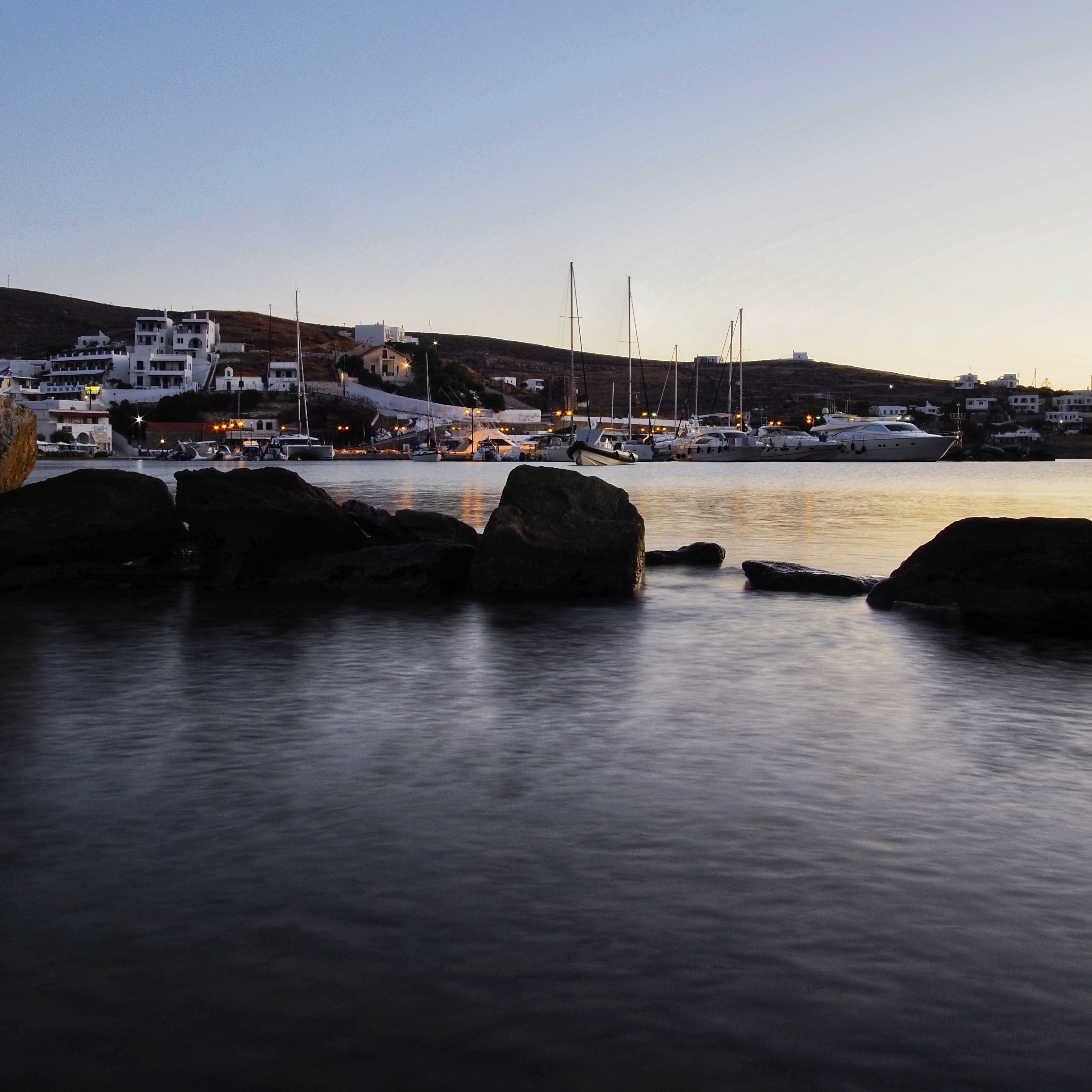
Las fuentes termales de Loutra
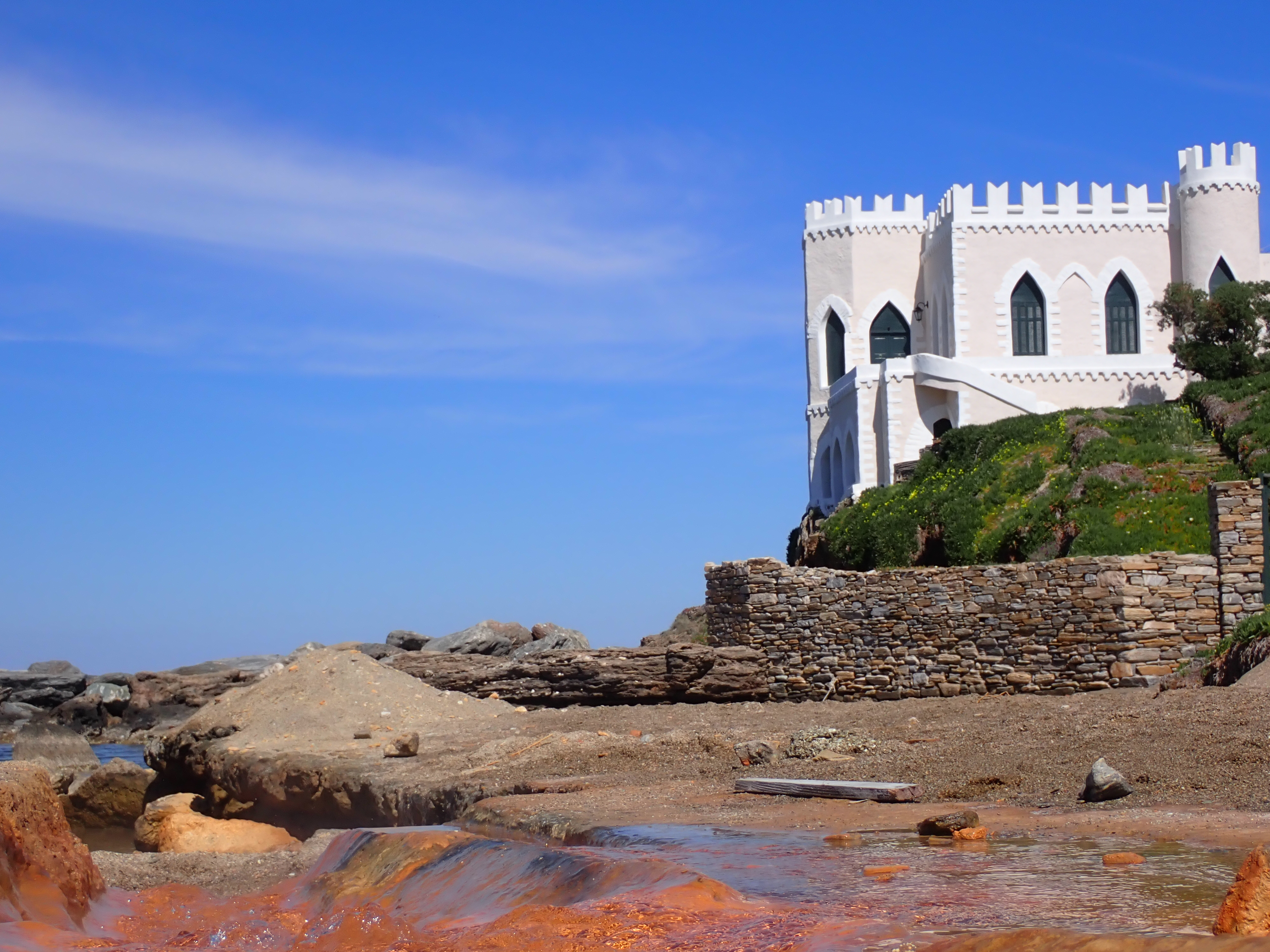
Torre de Mazarakis
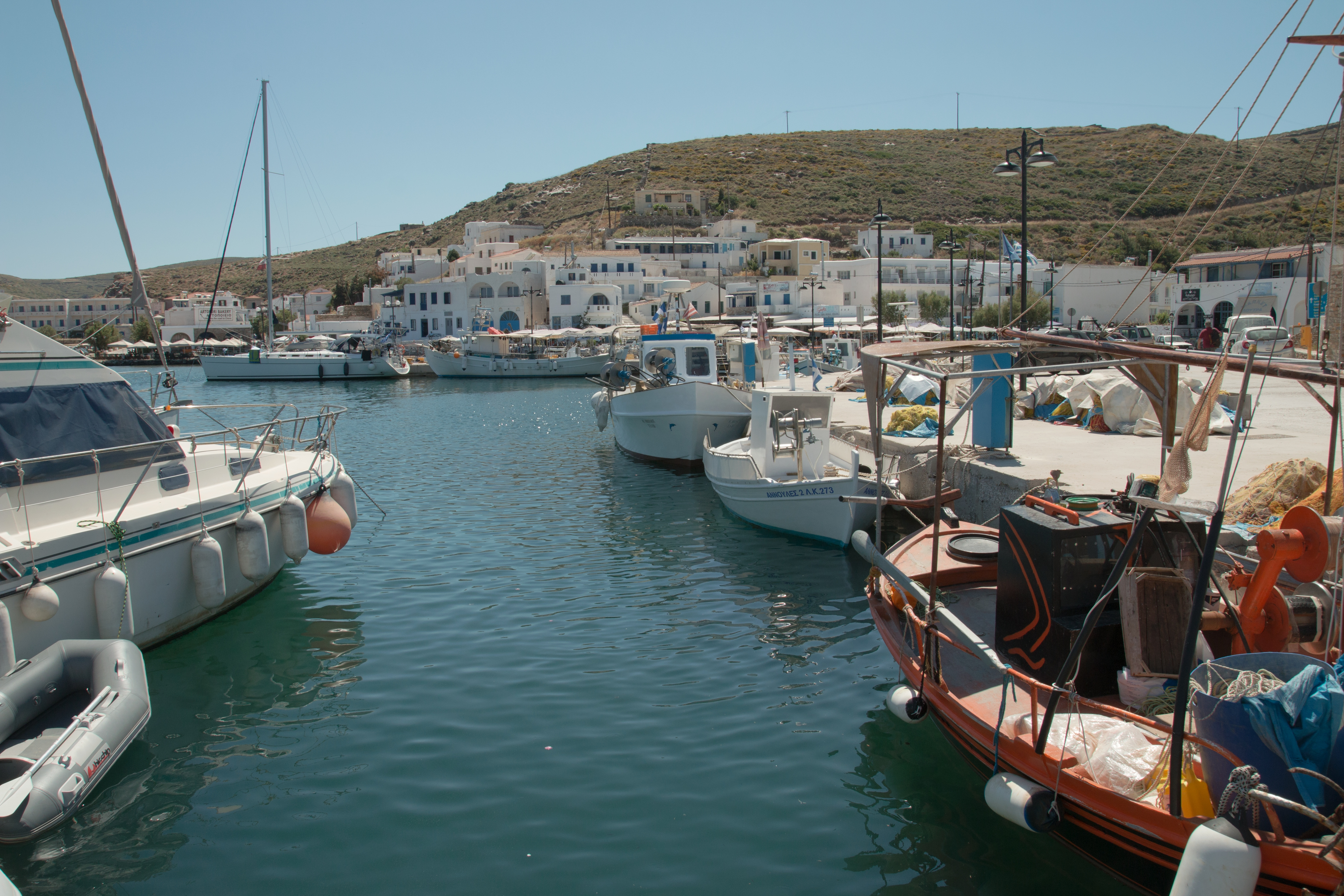
Puerto del Loutra